# Riccardo Silva

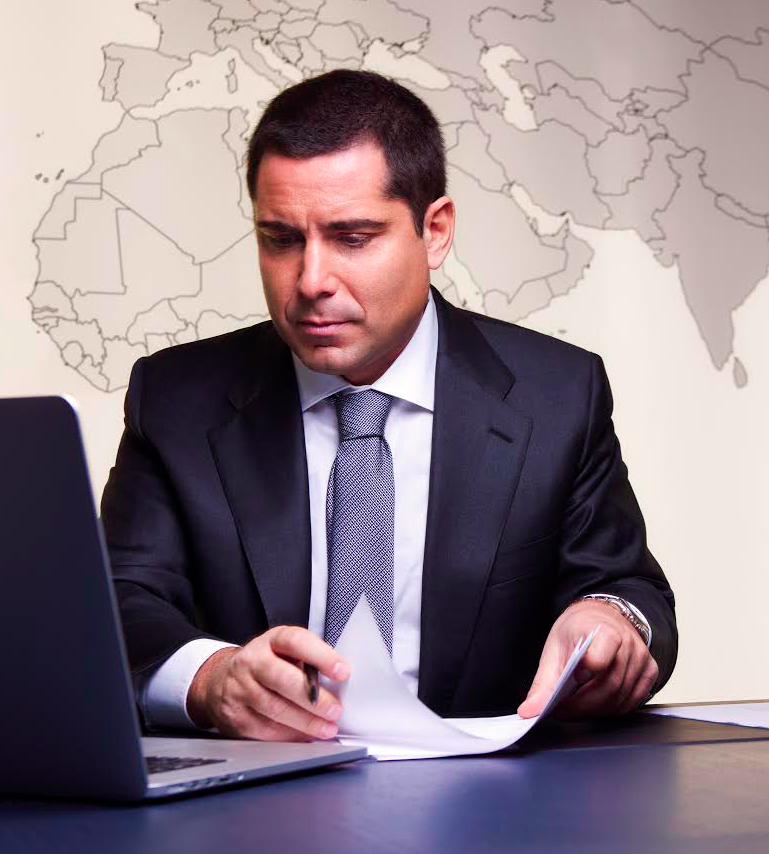
Riccardo Silva

Riccardo Silva (* 4. Juni 1970 in Mailand) ist ein italienischer Geschäftsmann. Er ist Präsident und Hauptaktionär von MP & Silva, eine Medien- und Fernsehrechtegruppe mit Sitz in London, die einen Jahresumsatz von 650 Millionen US-Dollar erzielt, sowie Miteigentümer der Italsilva Gruppo Desa, einem Chemieunternehmen mit Sitz in Italien und Inhaber mehrerer Unternehmen in der Immobilienbranche, Musik- und Restaurant-Industrie, vor allem in den USA und in Großbritannien.

## Kindheit und Ausbildung
Riccardo Silva ist 1970 in Mailand geboren, als Enkel des Gründers von Italsilva Gruppo Desa, einer der größten italienischen Chemiekonzerne. Seine Familie mütterlicherseits, Fabbri, ist wegen des Verlags Fabbri Editori bekannt, der jetzt zum Konzern RCS Media gehört. Silva schloss sein Studium an der Bocconi-Universität und der Tulane-Universität ab.

## Frühe Laufbahn
1998 startete Riccardo Silva MP Web, ein Internet-Start-up-Unternehmen des in Mailand ansässigen Konzerns Media Partners Group (jetzt Infront Media), der sich mit Sportrechten und Inhalten für mobile und Internet-Plattformen befasst. Das Unternehmen erlangte in den 1990er Jahren erste Berühmtheit. 2001 wurde Riccardo Silva CEO von Milan Channel, des offiziellen TV-Kanals des Fußballvereins AC Milan, und er leitete die internationale Entwicklung des Kanals.

## MP & Silva
2004 gründete Riccardo Silva das Unternehmen MP & Silva. Seitdem ist es zu einem ‚Rivalen der großen Tiere im Bereich der Sportrechteagenturen herangewachsen‘. MP & Silva ist eine internationale Medienrechtefirma mit Sitz in London und 18 Niederlassungen in aller Welt.
Das Unternehmen managt die TV-Sportrechte für mehrere internationale Sportveranstaltungen und vertreibt etwa 10.000 Programmstunden an weltweit ungefähr 500 Sender. Das Portfolio des Unternehmens umfasst die FIFA-WM-Rechte, wichtige europäische Fußballligen, Grand-Slam-Tennisturniere, Motorsport, Handball, Baseball, Volleyball, Boxen und die Asienspiele. MP & Silva ist auch ein wichtiger Vertreiber der englischen Premier League in mehreren Ländern weltweit. Die Einnahmen des Unternehmens werden für 2014–15 auf $750 Mio. geschätzt.

## Sonstige Geschäftsinteressen
2016 gründete Riccardo Silva die Silva International Investments, deren Inhaber er jetzt ist. Silva International Investments ist ein Investmentunternehmen im Besitz von Riccardo Silva, das Anlagen in verschiedenen Bereichen managt und in sie investiert, darunter auch in Sport, Medien, Mode, Restaurants und Kunst. Silva International Investments ist in Mayfair, London, ansässig.
2015 wurde Riccardo Silva Präsident und Mitinhaber des Miami FC, eines Fußballvereins, der mit dem legendären AC Milan Star und italienischen Nationalspieler, Paolo Maldini, in der Nordamerikanischen Fußballliga (NASL) der USA spielt. Der Miami FC wurde im Mai 2015 gegründet und wird den Spielbetrieb im April 2016 auf dem Ocean Bank Field der Florida International University aufnehmen. Der Cheftrainer des Miami FC ist Alessandro Nesta, eine Legende von AC Milan und der italienischen Nationalmannschaft, und der Verein nahm 2015 mit Wilson Palacios, dem Honduraner, der früher für die englischen Klubs Stoke City und Tottenham Hotspur auflief, einen echten Star unter Vertrag.
Riccardo Silva ist auch bestens bekannt als Initiator des Projekts zur Etablierung der Amerikanischen Champions League (ACL), einem Turnier, an dem Mannschaften aus Nord- und Südamerika sowie der Karibik teilnehmen. Es wird beabsichtigt, einen Wettbewerb mit 64 Mannschaften nach dem Vorbild der UEFA Champions League aufzubauen, der schätzungsweise $500 Mio. an Fernseh- und Vermarktungsrechten erwirtschaften könnte, das Fünffache der derzeitigen Jahreseinnahmen für die Champions League von CONCACAF und die Copa Libertadores von CONMEBOL zusammen. Dieser Wettbewerb ist drauf und dran, zur Version der in Europa beliebten UEFA Champions League für den ganzen amerikanischen Kontinent zu werden, und wurde beschrieben als ‚Vehikel, um den USA zu einem Spitzenrang in dieser Sportart zu verhelfen’.
Riccardo Silva verfügt auch über weitere Geschäftsinteressen, darunter auch in Mode, Kunst und Restaurants. Er ist Inhaber des Restaurantkonzerns Forte Dei Marmi, der 2016 Restaurants in London und Miami eröffnet. Riccardo Silva besitzt auch die MP Modellagentur, die über ihre Filialen in Mailand, Miami und Paris Modelle und Talente managt. MP erwarb im August 2015 von Major Model Management die Niederlassung in Paris.

## Privatleben
Riccardo Silva ist mit Tatyana Silva verheiratet. Das Paar hat zwei Söhne.